# Lago Nasser

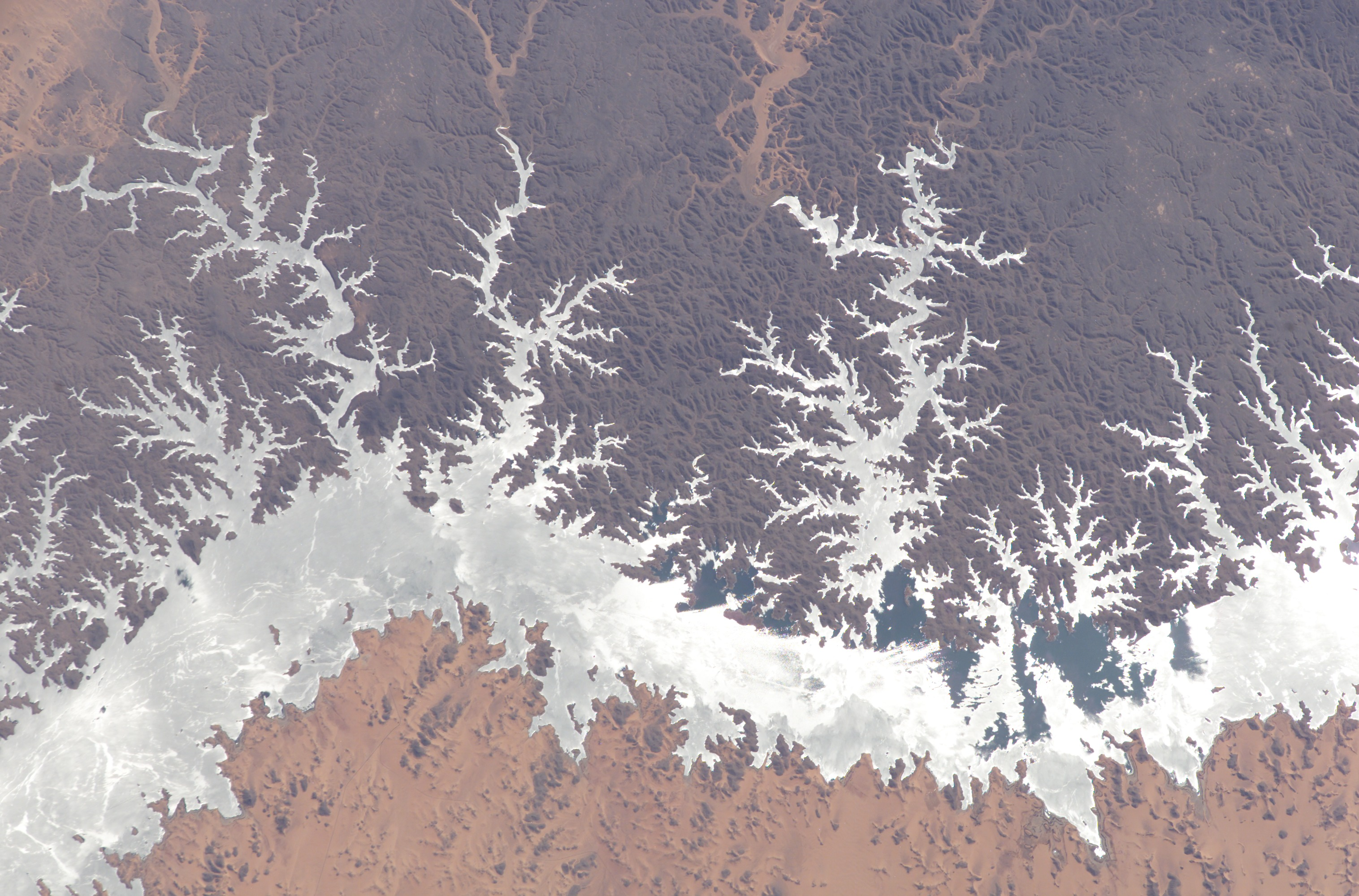
Fotografía tomada desde la EEI.

El lago Nasser (23°19′N 32°56′E / 23.317, 32.933) (en árabe: بحيرة ناصر‎, romanizado: Buhayrat Nasir) es un lago artificial creado en la cuenca media del río Nilo. Situado al sur de Egipto, se extiende hasta pasar la frontera con Sudán.
En sentido estricto, se llama lago Nasser solo a la parte que se encuentra en territorio egipcio y que ocupa el 83 % de la superficie total, mientras que los sudaneses prefieren llamar a su parte lago de Nubia. 
Es resultado de la construcción de la presa de Asuán entre 1958 y 1970. Mide aproximadamente 550 km de largo y 35 km de ancho en su punto de mayor amplitud, cerca del trópico de Cáncer. Ocupa una superficie total de 5250 km² y su capacidad es de 157 km³ de agua.
La subida del nivel de las aguas hizo necesarios una serie de proyectos de reubicación de restos arqueológicos que se llevaron a cabo durante los años sesenta. 
Varios lugares con importantes restos arqueológicos nubios fueron desmontados bloque a bloque y trasladados a ubicaciones más elevadas. Entre ellos destaca el templo de Abu Simbel. El puerto fluvial sudanés y terminal de ferrocarriles de Wadi Halfa quedó cubierto por las aguas y se creó una nueva ciudad para sustituirlo. 
La totalidad de la comunidad nubia de Egipto (varios cientos de miles de personas) que habitaba las zonas altas del Nilo tuvo que ser desplazada, ya que sus poblados desaparecieron bajo las aguas. 
La parte egipcia del lago debe su nombre al presidente Gamal Abdel Nasser, que ideó el controvertido proyecto de la presa.